# Medal of Honor: Vanguard
Medal of Honor: Vanguard (v překladu Medaile cti: Předvoj) je desátý díl série Medal of Honor. Žánrově se jedná o FPS z druhé světové války. Hra byla vyvinula Electronic Arts a vydána 26. března 2007 pro PlayStation 2 a Wii.
Vanguard je předposlední díl série, jenž se odehrává za druhé světové války, a poslední, který ještě je určen pro PlayStation 2; další už jsou pro PlayStation 3.
Hrajete za seržanta Franka Keegana, člena 82. výsadkové divize, který se účastní operací Husky, Neptun a Market Garden. Poté se přesune do 17. výsadkové divize a je nasazen při operaci Varsity.